# Ásguthy Erzsébet
Ásguthy Erzsébet (Körtvélyessy Kissóczy Józsefné) (Eperjes, 1895. szeptember 9. – Eperjes, 1984. január 25.) írónő, költőnő.

## Élete
Tanulmányait szülővárosában végezte, versei, publicisztikái budapesti és felvidéki lapokban (Magyar Írás, Magyar Minerva, Magyar Album, Tátra, Budapesti Hírlap stb.) jelentek meg. Az 1930-as években a Prágai Magyar Hírlap egyik munkatársa volt. A Jozef Tiso-féle szlovák állam idejében az Esti Újság-ot szerkesztette. Gázmérgezés a Domb utcában című, Simor Miklóssal közösen írt színművét (alcíme: napihír 16 képben) 1938-ban mutatta be a Debreceni Nemzeti Színház, majd ugyanebben az évben a Budapesti Városi Színház is. Verseire az erotikus, vallásos, nemzeti témák, az erős zeneiség, valamint a kifinomult formakultúra jellemző. 1945 után hallgatásra kényszerült, mindössze néhány novelláját közölhették a felvidéki lapok. Egyéb ismertebb művei: Talán (színmű, bemutató: Győr, 1936); Most én táncolok a kötélen (versek, Budapest, 1935); Ne kérdezd… (versek, Eperjes, 1941); Sohasem volt anyám (elbeszélés, Pozsony, 1941); Az üres bölcső (novella, Budapest, 1942); Szerelem a nagy fejedelem árnyékában (elbeszélés, Pozsony, 1942).